# Рудаков, Василий Егорович
Васи́лий Его́рович Рудако́в (1864—1913) — русский писатель, переводчик и педагог.

## Биография
Василий Егорович Рудаков родился в 1864 году.
После окончания курсов в Историко-филологическом и Археологическом институтах В. Е. Рудаков преподавал в средне-учебных заведениях столицы Российской империи городе Санкт-Петербурге.
С 1901 года заведовал архивом Департамента герольдии.
Напечатал ряд комментированных переводов латинских классиков (Саллюстия, Цезаря, Цицерона, Овидия и др.).
Василий Егорович Рудаков поместил множество статей в «Энциклопедическом словаре Брокгауза и Ефрона» (начиная с 1890 г.), «Журнале министерства народного просвещения», «Историческом вестнике», «Биографическом Словаре Императорского Исторического Общества», «Критико-биографическом словаре» Семёна Афанасьевича Венгерова.
С 1911 года был членом Таврической учёной архивной комиссии.
Василий Егорович Рудаков скончался 20 июня (3 июля) 1913 года. Он был похоронен в городе Санкт-Петербурге на Литераторских мостках Волкова кладбища.

## Избранные труды
Рудаков В. Е. напечатал отдельно следующие труды:
- Генералиссимус князь А. В. Суворов в анекдотах и рассказах современников. — СПб., 1899.
- К истории Архива Департамента Герольдии. — Влад. губ., 1907.

и другие